# Mutació amb canvi de sentit

Mutacions puntuals

En genètica, una mutació amb canvi de sentit és una mutació puntual en la qual un sol canvi de nucleòtid dona lloc a un codó que codifica un aminoàcid diferent. És un tipus de substitució no sinònima.